# Diane Cilento
Diane Cilento (2 de abril de 1932-6 de octubre de 2011) fue una actriz y escritora australiana.

## Vida personal
Sus padres fueron los médicos Sir Raphael West Cilento (1893-1985) y Lady Phyllis Dorothy Cilento, nacida McGlew (1894-1987). Su bisabuelo Salvatore Cilento emigró desde Nápoles, Italia, a Australia en 1855. Diane fue la quinta de seis niños. Su hermana Margaret fue pintora y grabadora.
En su autobiografía de 2007 My Nine Lifes y en otro lugar, Cilento dijo que Sean Connery abusó de ella.
Diane Cilento murió de cáncer de hígado en el Cairns Base Hospital el 6 de octubre de 2011, un día después de su 79.º cumpleaños. Le sobreviven sus dos hijos. 

## Filmografía

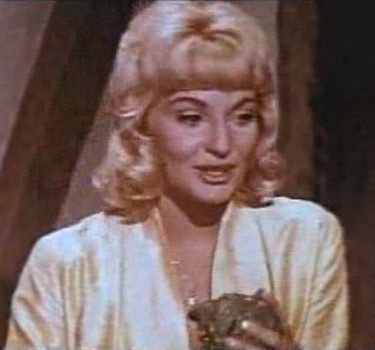
Diane Cilento en I Thank a Fool (1962).
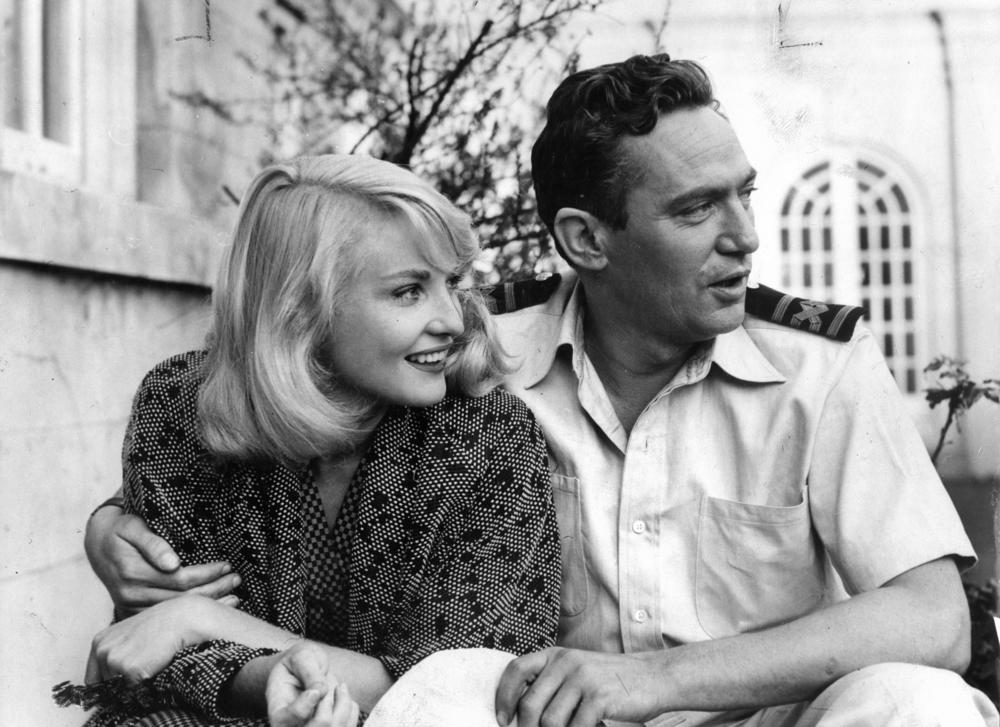
Con Peter Finch en Passage Home (1955).

- Captain Horatio Hornblower (1951) - Maria Hornblower (voz)
- Wings of Danger (1952) - Jeannette
- Moulin Rouge (1952) - Midinette
- Meet Mr. Lucifer (1953) - Mujer por la calle
- The Angel Who Pawned Her Harp (1954) - The Angel
- Passing Stranger (1954) - Jill
- Passage Home (1955) - Ruth Elton
- The Woman for Joe (1955) - Mary
- The Passionate Stranger (1957)
- The Admirable Crichton (1957) - Tweeny
- The Truth About Women (1957) - Ambrosine Viney
- Jet Storm (1959) - Angelica Como
- The Full Treatment (1960) - Denise Colby
- The Naked Edge (1961) - Mrs. Heath
- I Thank a Fool (1962) - Liane Dane
- Tom Jones (1963) - Molly Seagrim
- The Third Secret (1964) - Anne Tanner
- Rattle of a Simple Man (1964) - Cyrenne
- The Agony and the Ecstasy (1965) - Contessina de'Medici
- Hombre (1967) - Jessie Brown
- Negatives (1968) - Reingard
- Z.P.G. (1972) - Edna Borden
- Hitler: The Last Ten Days (1973) - Hanna Reitsch
- The Wicker Man (1973) - Miss Rose
- Big Toys (1980)
- Duet for Four (1982) - Margot Mason
- For the Term of His Natural Life (1983)
- The Boy Who Had Everything (1985) - Madre

## Libros
- 1968: Manipulator, Charles Scribner's Sons.
- 1972: Hybrid, Dell Publishing.
- 2007: My Nine Lives, Penguin Books. ISBN 9780143006077

## Premios y nominaciones
Premios Óscar
| Año  | Categoría               | Película  | Resultado |
| ---- | ----------------------- | --------- | --------- |
| 1964 | Mejor actriz de reparto | Tom Jones | Nominada  |